# Orobanche ramosa subsp. nana
Orobanche ramosa subsp. nana é uma subespécie de planta com flor pertencente à família Orobanchaceae. 
A autoridade científica da subespécie é (Reut.) Cout., tendo sido publicada em A Flora de Portugal 566. 1913.

## Portugal
Trata-se de uma subespécie presente no território português, nomeadamente em Portugal Continental e no Arquipélago da Madeira.
Em termos de naturalidade é nativa de Portugal Continental e de espontaneidade incerta no Arquipélago da Madeira.

## Protecção
Não se encontra protegida por legislação portuguesa ou da Comunidade Europeia.